# Кошта, Элдер
Элдер Вандер Соуза ди Азеведу-и-Кошта (порт. Hélder Wander Sousa de Azevedo e Costa; род. 12 января 1994 года в Луанде, Ангола) — ангольский и португальский футболист, полузащитник.
На уровне юношеских и молодёжных сборных выступал за Португалию, в 2018 году даже сыграл и забил единожды в товарищеском матче за основную команду, однако в 2021 году принял решение выступать за сборную Анголы.

## Клубная карьера
Кошта — воспитанник «Бенфики». 19 января 2015 года был отдан в аренду в испанский клуб «Депортиво» из Ла-Коруньи до конца сезона. 6 февраля в матче против «Эйбара» дебютировал в чемпионате Испании.
10 июля 2015 года был отдан в годичную аренду «Монако». 1 ноября в матче против «Анже» дебютировал в чемпионате Франции. 8 ноября в матче против «Бордо» забил свой первый гол за «Монако».
29 июля 2016 года перешёл в английский клуб «Вулверхэмптон Уондерерс» на правах аренды, а через полгода (30 января 2017) права на футболиста были окончательно выкуплены его новым клубом за 15 млн евро.
3 июля 2019 года был отправлен в аренду в «Лидс Юнайтед» до конца июня 2020 года с обязательным выкупом. 1 июля 2020 года «павлины» выкупили (согласно информации Transfermarkt, за 17,7 млн евро) контракт арендованного у «волков» Элдера и подписал с португальцем контракт до лета 2024 года. В начале сезона 2021/22 Кошта снова отправился в аренду, на сей раз в «Валенсию». Сезон 2022/23 провёл в аренде в саудовском клубе «Аль-Иттихад», где играл под руководством своего бывшего тренера Нуну Эшпириту Санту.

## Международная карьера
Играл за молодёжные сборные Португалии различных возрастов. В 2013 году в составе сборной Португалии U-19 участвовал на юношеском чемпионате Европы, где они дошли до полуфинала. На турнире Кошта сыграл в матчах против Испании, Нидерландов и Сербии.
В октябре 2018 года Кошта был вызван главным тренером Фернанду Сантушем в сборную Португалии. 14 октября он сыграл в товарищеской игре с командой Шотландии и отметился забитым мячом.
В 2021 году Кошта принял решение выступать за сборную Анголы. 16 марта 2021 года он был вызван на матчи отборочного турнира к Кубку африканских наций с командами Гамбии и Габона, однако участия в этих играх не принял.

## Статистика
| Выступление             | Выступление      | Выступление      | Чемпионат | Чемпионат | Кубки | Кубки | Еврокубки | Еврокубки | Итого | Итого |
| Клуб                    | Лига             | Сезон            | Игры      | Голы      | Игры  | Голы  | Игры      | Голы      | Игры  | Голы  |
| ----------------------- | ---------------- | ---------------- | --------- | --------- | ----- | ----- | --------- | --------- | ----- | ----- |
| Бенфика B               | II               | 2012/13          | 12        | 0         | 0     | 0     | —         | —         | 12    | 0     |
| Бенфика B               | II               | 2013/14          | 37        | 8         | 0     | 0     | —         | —         | 37    | 8     |
| Бенфика B               | II               | 2014/15          | 23        | 7         | 0     | 0     | —         | —         | 23    | 7     |
| Бенфика B               | Итого            | Итого            | 72        | 15        | 0     | 0     | 0         | 0         | 72    | 15    |
| Бенфика                 | I                | 2013/14          | 0         | 0         | 1     | 0     | 0         | 0         | 1     | 0     |
| Депортиво Ла-Корунья    | I                | 2014/15          | 6         | 0         | 0     | 0     | —         | —         | 6     | 0     |
| Монако                  | I                | 2015/16          | 25        | 3         | 3     | 2     | —         | —         | 28    | 5     |
| Вулверхэмптон Уондерерс | II               | 2016/17          | 35        | 10        | 5     | 2     | —         | —         | 40    | 12    |
| Вулверхэмптон Уондерерс | II               | 2017/18          | 36        | 5         | 3     | 0     | —         | —         | 39    | 5     |
| Вулверхэмптон Уондерерс | I                | 2018/19          | 25        | 1         | 5     | 1     | —         | —         | 30    | 2     |
| Вулверхэмптон Уондерерс | Итого            | Итого            | 96        | 16        | 13    | 3     | 0         | 0         | 109   | 19    |
| Лидс Юнайтед            | II               | 2019/20          | 43        | 4         | 3     | 1     | —         | —         | 46    | 5     |
| Лидс Юнайтед            | I                | 2020/21          | 22        | 3         | 1     | 0     | —         | —         | 23    | 3     |
| Лидс Юнайтед            | I                | 2021/22          | 1         | 0         | 0     | 0     | —         | —         | 1     | 0     |
| Лидс Юнайтед            | Итого            | Итого            | 66        | 7         | 4     | 1     | 0         | 0         | 70    | 8     |
| Всего за карьеру        | Всего за карьеру | Всего за карьеру | 265       | 41        | 21    | 6     | 0         | 0         | 286   | 47    |